# Macrometopia maculipennis
Macrometopia maculipennis är en tvåvingeart som beskrevs av Thompson 1999. Macrometopia maculipennis ingår i släktet Macrometopia och familjen blomflugor. Inga underarter finns listade i Catalogue of Life.